# José Niza
José Manuel Niza Antunes Mendes (* 16. September 1938 in Lissabon; † 23. September 2011 in Santarém) war ein portugiesischer Politiker und Arzt, der zudem als Komponist und Liedtexter bekannt wurde.
Neben seiner Tätigkeit als langjähriger portugiesischer und europäischer Abgeordneter wurde er einem breiten Publikum vor allem als Autor mehrerer Beiträge Portugals beim Eurovision Song Contest bekannt. Sein wichtigstes Werk dürfte dabei E depois do Adeus gewesen sein: von Paulo de Carvalho gesungen und als letzter vom Eurovision Song Contest 1974 aus England heimgekehrt, war es am Abend des 24. April 1974 das erste im Radio abgespielte Geheimsignal, das den Startschuss zur linksgerichteten Nelkenrevolution gab, bevor Grândola, Vila Morena am Morgen des 25. April dann das zweite, nun definitive Zeichen zum Aufbruch der aufständischen Militärs wurde.

## Leben

### Jugend und Studienzeit

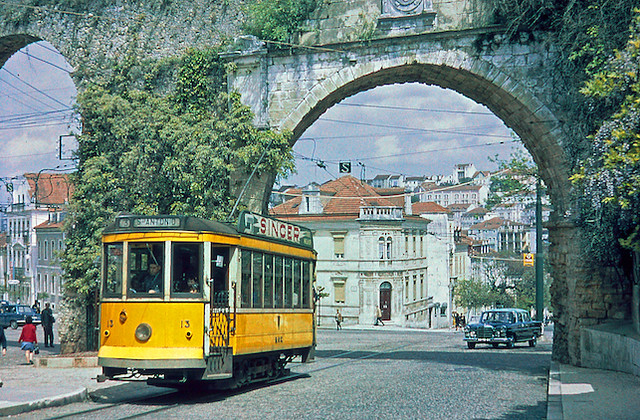
Die Straßenbahn Coimbra nahe der mittelalterlichen Universität im Jahr 1968: die studentische Musikszene der Stadt prägte Niza nachhaltig.

Niza wurde in eine musikalische Familie geboren: seine Mutter studierte Piano am Conservatório Nacional (heute Escola Superior de Teatro e Cinema, ESTC) und wurde danach Schülerin bei Vianna da Motta, während sein Großvater Flötist und sein Großvater, ebenfalls mit Namen José Niza, Komponist war. Niza hörte bereits als Heranwachsender die als Fado de Coimbra oder Canção de Coimbra bekannte Musik und bewunderte Meister der Portugiesischen Gitarre wie Artur Paredes (Vater von Carlos Paredes) und António Brojo.
Er wuchs in Santarém auf und ging nach dem Abitur 1956, erst siebzehnjährig, an die Universität Coimbra zum Medizinstudium mit Fachrichtung Psychiatrie. In Coimbra, wohin ihn sein maßgebliches Interesse an der dortigen Musikszene und ihre Weiterentwicklung des Fado de Coimbra geführt hatte, lernte er Zeca Afonso und Adriano Correia de Oliveira kennen, die ihn in die lokale Musikszene einführten und auch zum Fado und zum Fado de Coimbra brachten. 1961 gründete er den Jazzclub Orfeu (auch Club de Jazz de Coimbra), zusammen mit Rui Ressurreição, Joaquim Caixeiro und dem späteren Minister Proença de Carvalho und auch das Jazz-Trio Trio Los Dos (mit José Cid und wieder mit Proença de Carvalho).
Nach dem Tod seines Vaters 1961 ging er eine Zeit zurück nach Santarém. 1966 nahm er sein Studium in Coimbra wieder auf (Abschluss 1968 mit einer Arbeit zur chronischen Schizophrenie) und setzte auch seine Zusammenarbeit mit Zeca Afonso fort. So schrieben sie die Musik zu dem in einem Gemeindezentrum Águeda aufgeführten Theaterstück A Exceção e a Regra (nach Brechts Lehrstück Die Regel und die Ausnahme), das aus einem Brecht-Lehrgang 1968/69 in Coimbra hervorgegangen war. Die Geheimpolizei PIDE schloss das Gemeindezentrum am Tag nach der Erstaufführung. Auch das folgende Stück, Castelão e a sua época, eine weitere Brecht-Studie, wurde von der PIDE verboten. 1969 kamen (nach 1928, 1931, 1945, 1956 und vor allem 1962) erneut Studentenproteste an der Universität Coimbra auf (Crise estudantil). Zeca und Niza waren beide dort engagiert, und Nizas Lied Cantar de Emigração (portugiesisch für: Gesang der Auswanderung) wurde eines der Lieder der Bewegung und danach etwa 30 mal im In- und Ausland neu interpretiert. Niza wurde in diesen Zusammenhängen wiederholt von der PIDE verhört.

### Arzt, Musikproduzent, RTP, Komponist, Autor und Politiker

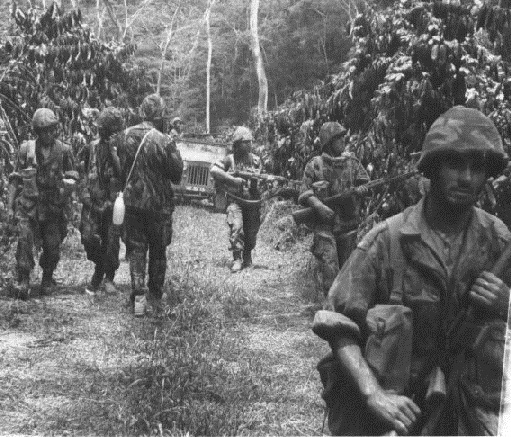
Kolonialkrieg im Norden Angolas: seine Zeit als Militärarzt nutzte Niza auch, um Lieder zu schreiben und sich stärker der Musik zu widmen.

Im Oktober 1968 wurde er zum portugiesischen Militär einberufen und im Juli 1969 nach Angola in die damalige sogenannte Überseeprovinz geschickt, wo er als Arzt-Unterleutnant (Alferes) im 1961 ausgebrochenen Portugiesischen Kolonialkrieg diente. Während seiner Zeit in Angola komponierte er die Lieder für Adriano Correia de Oliveiras Album Gente de Aqui e de Agora. Das 1971 erschienene Album markierte durch die Verwendung von mehreren Instrumenten abseits der traditionellen Fado-Instrumentierung eine von der Jazz-Erfahrung Nizas geprägte Weiterentwicklung des Genres. Ebenfalls 1970 in Angola schrieb Niza die Musik für sein eigenes LP-Projekt Fala do Homem Nascido, mit dem er Gedichte von António Gedeão vertonte (1972 erschienen). Am 23. August 1971 kam Niza aus Angola zurück und es endete danach seine aktive, damals im autoritären Portugal übliche dreijährige Militärzeit.
Nach Einladung noch in Angola 1970 wurde er im Jahr 1971 Produktionsleiter des Plattenlabels Orfeu und produzierte Arbeiten von Namen wie Fausto, Carlos Mendes, Paulo de Carvalho, Vitorino, und seiner Weggefährten José Zeca Afonso und Adriano Correia de Oliveira. Er blieb bei Orfeu bis zu seinem Einzug ins Parlament 1976.
Erstmals nahm er 1972 am traditionsreichen Musikwettbewerb Festival da Canção teil. Er komponierte den Titel A Festa da vida für Carlos Mendes, der damit das Festival da Canção 1972 gewann und Portugal mit dem Lied beim Grand Prix Eurovision de la Chanson (heute Eurovision Song Contest) vertrat und am Ende dort Siebter wurde. Niza nahm danach weitere vier Mal am Wettbewerb teil, davon dreimal erneut als Sieger (siehe unten).
Nach der Nelkenrevolution vom 25. April 1974 und dem Ende der Estado-Novo-Diktatur verließ er Orfeu 1976, nachdem er für seine sozialdemokratische Partei Partido Socialista in die Politik gegangen und bei der Parlamentswahl 1976 zum Abgeordneten gewählt wurde. 1977 bis 1978 war er zudem Programmdirektor des damals noch staatlichen Fernsehsenders RTP. 1983 bis 1984 kehrte er zur RTP zurück, nun nicht mehr als Direktor, sondern nur als Produktionsleiter. Nach der Parlamentswahl 1985 wurde er wieder Abgeordneter, wo er sich nun verstärkt auch für verschiedene Belange der Musik im Land engagierte. 1999 gab er seine Parlamentariertätigkeit auf, blieb aber als Assessor von Parlamentspräsident Almeida Santos im Parlament tätig.
Am 9. Juni 1995 wurde José Niza mit dem portugiesischen Verdienstorden im Großoffiziersrang ausgezeichnet.
Niza gehörte zu den prominenten öffentlichen Unterstützern der 2006 initiierten Kampagne seines Freundes, dem Schriftsteller und Politiker Manuel Alegre, zu dessen Kandidatur bei der Präsidentschaftswahl 2008.
Nach einem zweibändigen Werk über die Canção de Coimbra / den Fado de Coimbra (Fados de Coimbra, Ediclube, Alfragide 1999) und einem Beitrag zur siebenbändigen Reihe Um Século de Fado (1999) erschienen von ihm posthum das Buch Golden Gate, um quase diário de guerra (Dom Quixote, 2012), in dem er neben seinen Notizen aus dem Kolonialkrieg vor allem seine Briefe an seine Frau während dieser Zeit niederschrieb, und der Gedichtband Poemas de Guerra (O Mirante, 2015), in dem er sich mit seiner Zeit in Angola zwischen 1969 und 1971 beschäftigte.
Niza gehörte bis zu seinem Tod der Generalversammlung der Sociedade Portuguesa de Autores an, die portugiesische Verwertungsgesellschaft, die das Urheberrecht in Portugal verwaltet.

### Nach seinem Tod

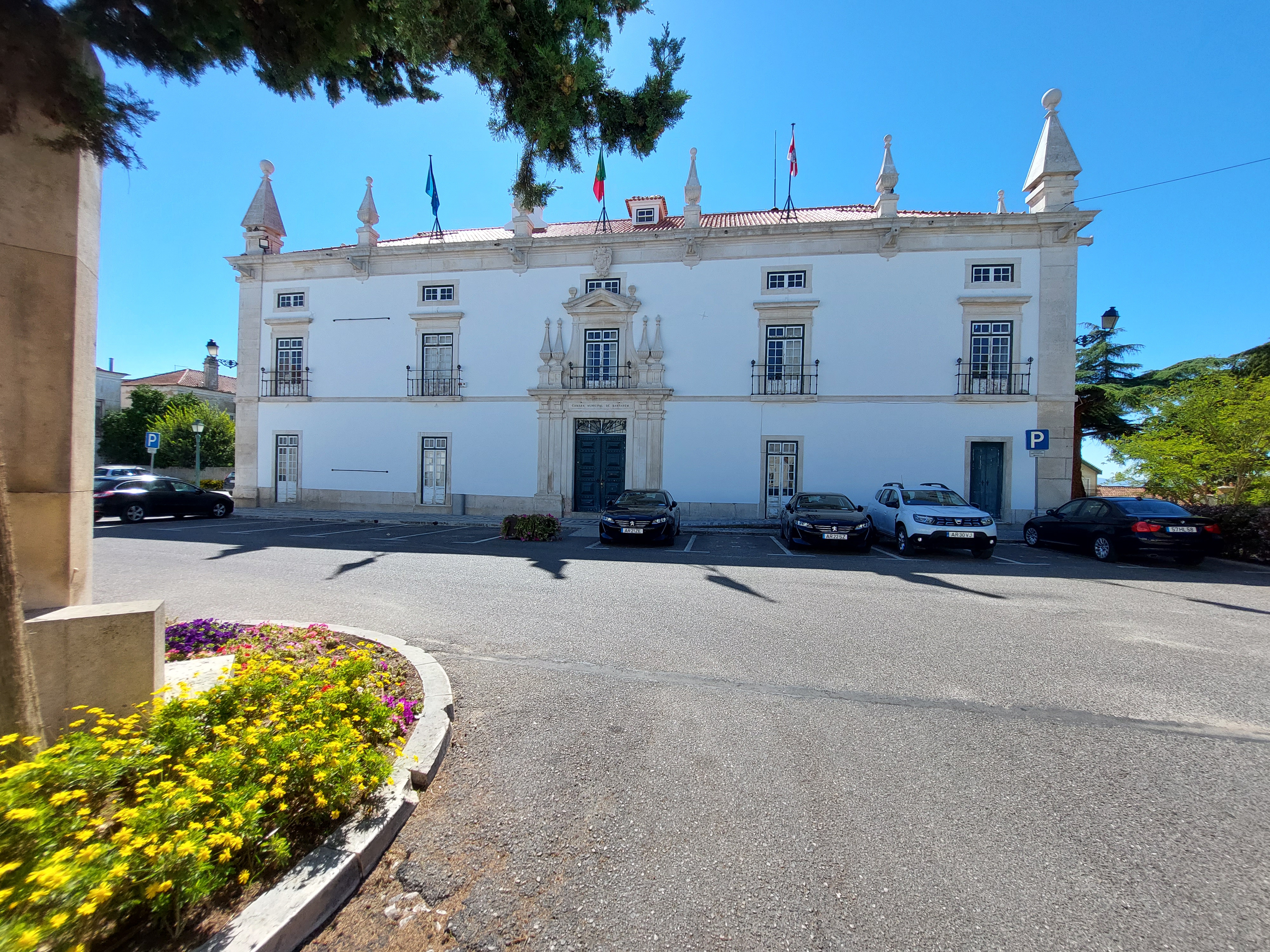
Das Rathaus (Câmara Municipal) der Stadt Santarém, Nizas Heimatstadt. Hier fand die Trauerfeier zu seinem Tod statt, und die Stadt rief drei Tage kommunale Trauer aus.

Am 23. September 2011 starb José Niza im Alter von 73 Jahren an Atem- und Herzstillstand, nachdem er eine Woche zuvor mit Atemwegsproblemen in ein Krankenhaus in seinem Wohnort Santarém eingeliefert wurde. Parlamentskollegen und Weggefährten von der kommunistischen CDU bis zur rechtskonservativen CDS erklärten öffentlich ihre Trauer und ehrten Nizas Wirken. Die Stadtverwaltung von Santarém richtete im Rathaus die Trauerfeier aus und rief drei Tage Trauer in der Stadt aus.
Im Dezember 2011 strahlte der öffentlich-rechtliche Hörfunksender Antena 1 das dreiteilige Radio-Feature José Niza: E Depois do Adeus? aus. Die Dokumentation der Regisseure Armando Carvalhêda und António de Macedo zeichnete Leben und Wirken von José Niza nach und verwendete neben gesprochenen Hintergrundinformationen und bekannten von Niza geschriebenen Liedern auch zahlreiche Originaltöne und Aussagen des Verstorbenen, insbesondere aus dem letzten, fast zweistündigen Interview, das José Niza 2011 dem Fernsehsender RTP1 für die ihm gewidmete Folge 16 der Sendereihe Estranha Forma de Vida über bedeutende portugiesische Musiker gab (Erstausstrahlung am 25. April 2012, dem Jahrestag der Nelkenrevolution).

## Politik
Nach der tiefgreifenden Nelkenrevolution vom 25. April 1974 gehörte Niza der Assembleia Constituinte an, der konstituierenden Versammlung, die die neue Verfassung Portugals erarbeitete und am 2. April 1976 verabschiedete. Dabei gestaltete er u. a. das neue, in der Verfassung verankerte staatliche Gesundheitssystem Serviço Nacional de Saúde maßgeblich mit. Niza zog danach als Abgeordneter der sozialdemokratischen Partei Partido Socialista (PS) in das portugiesische Parlament ein, wo er sieben Legislaturperioden lang für die PS blieb, bis er 1999 ausschied.
Während seiner Zeit als Abgeordneter engagierte er sich in so unterschiedlichen Fragen wie der Anerkennung von Haftzeiten politischer Gefangener für ihre Rentenansprüche, im Kampf gegen den Stierkampf, für die Förderung von Instrumentenkäufen von Musikvereinen, der Schaffung eines staatlichen Museums der Douro-Region (seit 2001 UNESCO-Welterbe), oder auch in gesetzlichen Initiativen zur Suchtprävention im Bereich Drogenabhängigkeit. Er initiierte die Beileidsbekundung des Parlaments nach dem Tod des Jazzaktivisten Luís Villas-Boas (u. a. Begründer des Hot Clube de Portugal, ältester noch bestehender Jazzclub Europas), arbeitete in mehreren Kultur-, Bildungs-, Europa- und Drogenthemen-Kommissionen, und er gehörte mehreren Parlamentariergruppen an, so der portugiesisch-US-amerikanischen, der albanisch-portugiesischen und der kubanisch-portugiesischen Parlamentariergruppe.
Die von ihm geschriebene Gesetzesvorlage, das 1982 ohne Gegenstimmen im Parlament angenommene Gesetz Nr. 12/81 (lei no. 12/81: Lei der Protecção da Música Portuguesa na Difusão pela Rádio e Televisão Portuguesa), schrieb dem öffentlich-rechtlichen Rundfunk im Land eine Quote von 50 % portugiesischer Musik vor und wurde umgangssprachlich als Lei Niza betitelt. Zudem war er Ko-Autor des aktualisierten Urheberrechts in Portugal (Código do Direito de Autor e dos Direitos Conexos).
Zudem saß er von 1983 bis 1986 und von 1996 bis 2000 für Portugal in der Parlamentarischen Versammlung des Europarates.

## Musik

Beim Festival da Canção 1972 gewann Niza gleich mit seiner ersten Teilnahme den ESC-Vorentscheid.

Niza spielte bereits als Jugendlicher Gitarre und später E-Gitarre und auch Portugiesische Gitarre. Später wirkte er als Arrangeur und schrieb vor allem Lieder, und dies vor allem für andere Künstler. Er schrieb etwa 300 Stücke für eine Vielzahl Musiker, neben portugiesischen Künstlern wie Carlos do Carmo, Simone de Oliveira oder Rui Veloso sangen auch internationale Stimmen wie die Österreicherin Erika Pluhar oder der Franzose Marc Ogeret (zweifacher Gewinner des Grand Prix du Disque) seine Kompositionen.
1972 realisierte Niza ein eigenes Albumprojekt: er vertonte Gedichte von António Gedeão und produzierte das so entstandene Album Fala Do Homem Nascido. Seine Kompositionen, die er bereits in Angola 1970 geschrieben hatte, wurden von der Sängerin Tonicha und den Sängern Carlos Mendes, Duarte Mendes und Samuel interpretiert, mit Arrangements von José Calvário, mit dem ihn seit 1971 eine Freundschaft verband.
Eurovision Song Contest

Beim Eurovision Song Contest 1988 nahm Niza als Autor das vierte und letzte Mal teil.

José Niza nahm als Texter und Komponist an mehreren Eurovision Song Contests (damals Grand Prix Eurovision de la Chanson) teil, nachdem ihn sein Freund José Calvário dorthin brachte. Mit Calvário, der 1964 Portugals erster Vertreter beim Grand Prix Eurovision de la Chanson war, verband Niza seit 1971 eine Freundschaft und berufliche Zusammenarbeit.
- Eurovision Song Contest 1972: A festa da vida (Text), interpretiert von Carlos Mendes
- Eurovision Song Contest 1974: E depois do Adeus (Text), interpretierte von Paulo de Carvalho
- Eurovision Song Contest 1976: Uma flor de verde pinho (Komposition), interpretiert von Carlos do Carmo
- Eurovision Song Contest 1988: Voltarei (Text), interpretiert von Dora

Zudem nahm er einmal erfolglos an der Vorentscheidung zum Eurovision Song Contest teil:
- Festival da Canção 1975: Com uma arma, com uma flor (Komposition und Text), interpretiert von Paulo de Carvalho